# Sepia pharaonis
Sepia pharaonis е вид главоного от семейство Sepiidae.

## Разпространение и местообитание
Видът е разпространен в Австралия (Западна Австралия, Куинсланд и Северна територия), Бангладеш, Бахрейн, Виетнам, Джибути, Египет (Синайски полуостров), Еритрея, Йемен (Северен Йемен, Сокотра и Южен Йемен), Източен Тимор, Индия (Андамански острови, Андхра Прадеш, Гоа, Гуджарат, Дадра и Нагар Хавели, Даман и Диу, Западна Бенгалия, Карнатака, Керала, Махаращра, Никобарски острови, Ориса и Тамил Наду), Индонезия (Бали, Калимантан, Малуку, Папуа, Сулавеси, Суматра и Ява), Ирак, Иран, Камбоджа, Катар, Кения, Китай (Гуандун, Гуанси, Джъдзян, Дзянсу, Ляонин, Пекин, Фудзиен, Хайнан, Хубей, Шандун и Шанхай), Кувейт, Мадагаскар, Малайзия (Западна Малайзия, Сабах и Саравак), Мианмар, Обединени арабски емирства, Оман, Пакистан, Папуа Нова Гвинея, Провинции в КНР, Саудитска Арабия, Северна Корея, Сомалия, Судан, Тайван, Тайланд, Танзания, Филипини, Хонконг, Шри Ланка, Южна Корея и Япония (Кюшу, Рюкю, Хоншу и Шикоку).
Обитава крайбрежията на морета и заливи.